# Cộng hòa Dân chủ Gruzia
Cộng hoà Dân chủ Gruzia (DRG; tiếng Gruzia: საქართველოს დემოკრატიული რესპუბლიკა sak’art’velos demokratiuli respublika) tồn tại từ tháng 5 năm 1918 đến tháng 2 năm 1921 và là cơ sở hiện đại đầu tiên của Cộng hòa Gruzia.
Cộng hoà Dân chủ Gruzia được thành lập sau sự sụp đổ của Đế quốc Nga trong Cách mạng Nga năm 1917 và giáp với Cộng hòa Nhân dân Kuban và Cộng hòa Miền núi Bắc Kavkaz ở phía bắc, Đế chế Ottoman và Đệ nhất Cộng hòa Armenia ở phía nam và Cộng hòa Dân chủ Azerbaijan ở phía đông nam. Tổng diện tích của Gruzia khoảng 107.600 km2  (nếu so sánh, tổng diện tích hiện nay là 69.700 km2 ) và dân số là 2,5 triệu người.
Thủ đô của nước cộng hòa này là Tbilisi và ngôn ngữ chính thức là tiếng Gruzia. Cộng hoà Dân chủ Gruzia được thành lập vào ngày 26 tháng 5 năm 1918 khi li khai Liên bang Ngoại Kavkaz và được lãnh đạo bởi Đảng Dân chủ Xã hội Gruzia (còn được gọi là Đảng Menshevik Gruzia). Cộng hoà Dân chủ Gruzia sụp đổ khoảng giữa tháng 2 và tháng 3 năm 1921 khi Hồng quân Xô viết tiến vào nơi này và trở thành một nước cộng hoà trong Ngoại Kavkaz Xô viết.

## Công nhận quốc tế
Theo các điều khoản của Hiệp ước Hòa bình Mátxcơva ngày 7 tháng 5, nền độc lập của Gruzia đã được Cộng hòa Xã hội chủ nghĩa Xô viết Nga công nhận để đổi lấy việc hợp pháp hóa các tổ chức Bolshevik và cam kết không cho phép quân đội nước ngoài trên đất Gruzia.
Sự độc lập của Cộng hòa Dân chủ Gruzia là de jure và được công nhận bởi România, Argentina, Đức, Thổ Nhĩ Kỳ, Bỉ, Vương quốc Anh, Pháp, Nhật Bản, Ý, Ba Lan, Tiệp Khắc và Estonia, trong số các quốc gia khác.
Chính phủ Cộng hòa Dân chủ Gruzia lưu vong tiếp tục được nhiều quốc gia châu Âu công nhận là chính phủ hợp pháp duy nhất của Gruzia trong một thời gian sau năm 1921. Chính phủ Cộng hòa Dân chủ Gruzia lưu vong kéo dài cho đến năm 1954 tiếp tục chống lại sự cai trị của Liên Xô tại Gruzia.